# Fan Zhiyi
Fan Zhiyi, född 22 januari 1970 i Shanghai, är en kinesisk fotbollstränare och före detta spelare. Han blev den första kinesen tillsammans med Sun Jihai att spela för ett engelskt lag när han värvades till Crystal Palace 1998. Han startade sin karriär i Shanghai Shenhua där han var med och vann den kinesiska ligan 1995.
2001 blev Fan Zhiyi utsedd till Årets fotbollsspelare i Asien.
Fan Zhiyi var även med när Kina spelade sitt första VM-slutspel 2002. Totalt spelade han 106 landskamper och gjorde 17 mål.